# Richard Ney
Pour les articles homonymes, voir Ney.
Richard Ney est un acteur américain, né à New York, État de New York (États-Unis), le 12 novembre 1916 et mort le 18 juillet 2004 à Pasadena, Californie (États-Unis). Richard Ney s'est marié trois fois et notamment avec l'actrice Greer Garson du 24 juillet 1943 au 25 septembre 1947.

## Filmographie sélective

### Cinéma
- 1942 : The War Against Mrs. Hadley de Harold S. Bucquet
- 1942 : Madame Miniver (Mrs. Miniver) de William Wyler
- 1947 : Un mariage à Boston (The late George Apley) de Joseph L. Mankiewicz
- 1947 : Le Crime de Madame Lexton (Ivy) de Sam Wood
- 1948 : Jeanne d'Arc (Joan of Arc) de Victor Fleming
- 1949 : L'Éventail de Lady Windermere (The Fan) de Otto Preminger
- 1949 : The Secret of St. Ives (en) de Phil Rosen
- 1950 : Miss Italie (Miss Italia) de Duilio Coletti
- 1950 : Un sourire dans la tempête de René Chanas
- 1952 : Les Mille et une filles de Bagdad (Babes in Bagdad) de Edgar George Ulmer
- 1960 : Piège à minuit (Midnight Lace) de David Miller
- 1962 : L'Enterré vivant (The Premature Burial) de Roger Corman

### Télévision
- 1953 : ABC Album (série) (#1 épisode)
- 1953 : The Motorola Television Hour (série) (#1 épisode)
- 1953 : Kraft Television Theatre (série) (#1 épisode)
- 1954 : The Sergeant and the Spy (téléfilm) de Roy Rich
- 1955 : TV Reader's Digest (série) (#1 épisode)
- 1955 : Kraft Television Theatre (série) (#1 épisode)
- 1958 : Peter Gunn (série) (#2 épisodes)
- 1959 : The Millionaire (en) (série) (#1 épisode)
- 1960 : Hotel de Paree (série) (#1 épisode)
- 1960 : General Electric Theater (Série)  (#1 épisode)
- 1960 : The Renegade (téléfilm) de Daniel Mainwaring
- 1961 : Letter to Loretta (Série)  (#1 épisode)
- 1964 : Au-delà du réel (The Outer Limits) (Série) (#1 épisode)
- 1967 : Ghostbreakers (téléfilm) de Don Medford